# Joe Naufahu
Joseph Stalin Pereira Naufahu, detto Joe (25 gennaio 1978), è un attore ed ex rugbista a 15 neozelandese.
È il fratello dell'attore e regista Rene Naufahu.

## Carriera

### Attore
Naufahu si interessa presto alla recitazione, iniziando ad apparire in piccoli ruoli per alcune produzioni neozelandesi. In seguito al ritiro dal rugby, la sua attività recitativa si intensifica e già nel 2005 interpreta il personaggio principale della serie The Market, scritta e diretta dal fratello Rene Naufahu. Tra il 2009 e il 2015 dà il volto al personaggio ricorrente di Eli Fa'asalele in Go Girls, popolare serie televisiva neozelandese. Nel 2014 interpreta Liscus in Spartacus - Sangue e sabbia e il rugbista Mils Muliaina nel film sportivo The Kick, incentrato sulla vittoria della Nuova Zelanda al mondiale di rugby 2011.
Nel 2016 si unisce al cast della sesta stagione della serie HBO Il Trono di Spade (Game of Thrones) nel ruolo di Khal Moro.

## Filmografia

### Cinema
- Tutta la luna (The Whole of the Moon), regia di Ian Mune (1997)
- Matariki, regia di Michael Bennett (2010)
- The Last Saint, regia di Rene Naufahu (2014)
- Ghost in the Shell, regia di Rupert Sanders (2017)

### Televisione
- The Market – serie TV (2005)
- Power Rangers RPM – serie TV, 1 episodio (2009)
- Go Girls – serie TV, 22 episodi (2009-2015)
- Auckland Daze – serie TV, 2 episodi (2012-2013)
- Spartacus - Sangue e sabbia (Spartacus: Blood and Sand) – serie TV, 4 episodi (2014)
- The Kick – film TV (2014)
- Il Trono di Spade (Game of Thrones) – serie TV, 3 episodi (2016)